# 地球之眼-1
地球之眼1号卫星（GeoEye-1）是美国地球之眼卫星公司（GeoEye Inc.）发射的第一颗卫星。地球之眼-1是一颗对地观测卫星，用于拍摄地面高分辨率的图片。发射卫星的资金由美国空间情报局（NGA）与谷歌公司（Google）军商合资。地球之眼-1于2008年9月6日当地时间11时50分57秒（协调世界时：同日18时50分57秒）由德尔塔II 7420型运载火箭从美国加利福尼亚州范登堡空軍基地SLC-2W发射工位发射升空。星箭飞行58分56秒后，星箭分离，成功注入太阳同步轨道（SSO）。卫星飞行高度681千米，运行倾角98.1度，轨道周期98.4分。同年10月7日，拍摄全球首张0.5米的商用卫星彩色图像。地球之眼-1每天环绕地球12至13圈，约于当地时间早10时30分左右（平太阳时）拍摄地球各个角落的卫星图像。它提供范围15.2千米的地球表面图像。地球之眼-1所提供的地面图片是目前分辨率最高的商用图片。地球之眼-1所携带的摄像机的最高分辨率为黑白0.41米（全色），彩色1.65米（多光谱），但此分辨率的图片仅提供给美国政府部门。这颗卫星是美国的第一次在商用卫星上使用美国军用级的高精度全球定位系统（GPS），定位精度高达3米。卫星可以在星下点60度范围内自由偏移，卫星星载的计算机程序控制卫星反作用轮组，当飞过事先设定的拍摄地点时，程序会启动反作用轮组向反方向转动，使卫星悬停在拍摄地点上空约两分钟，拍摄一张高清的900亿像素图片。一天下来拍摄覆盖面积约70万平方千米的黑白图片或35万平方千米的彩色图片。同时卫星可以进行单轨立体观测，卫星星上存储量为1太位元（1Tbit）。这颗卫星由通用动力公司在亚利桑那州负责制造，目前由地球之眼公司位于弗吉尼亚州费尔法克斯县赫恩登的分部控制。卫星质量1955千克，设计寿命约七年多。地球之眼-2于2011年发射升空。